# Santana do Mato
Santana do Mato ist eine Gemeinde (Freguesia) im portugiesischen Kreis Coruche. In ihr leben 945 Einwohner (Stand 19. April 2021).